# Van-tavi szörny

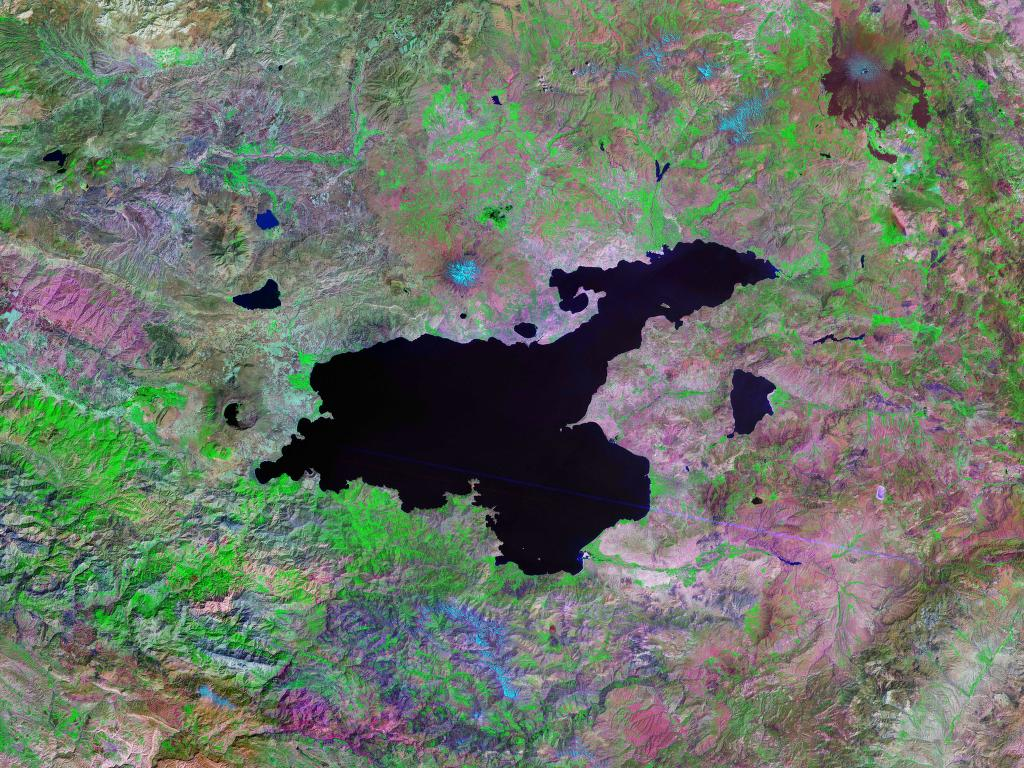
A Van-tó

A Van-tavi szörny (törökül: Van Gölü Canavarı) egy állítólagos tavi szörny, melyet 1995-től kezdve többször is láttak a Van-tóban, Kelet-Törökországban. Több mint 1000 ember állítja azt, hogy látta már a szörnyet, mely állítólag 50 méter hosszú. A szemtanúk beszámolói szerint a szörny hasonlít a Plesiosaurusra és az Ichthyosaurusra, melyek még a kréta időszakban kihaltak. A török kormány hivatalos tudományos kutatócsoportot is küldött a helyszínre, hogy a lény nyomát keressék, de a kutatás sikertelen maradt.
1997-ben Unal Kozaknak, aki a Van városi egyetemen tanít, sikerült filmre vennie a tavi szörnyet. Élményeiről könyvet is írt.
Van városában egy 4 méter magas szobrot emeltek a tavi szörnynek, amely ma is látható a városban.
A szkeptikusok szerint az egész tavi szörny történet kitaláció, és csak azt szolgálja, hogy a régió turisztikai vonzerejét egy kicsit megnövelje.